# Filip Elżanowski
Filip Elżanowski (ur. 22 maja 1979 w Warszawie) – polski prawnik, radca prawny, doktor habilitowany nauk prawnych. Syn specjalisty prawa administracyjnego dra hab. Marka Elżanowskiego, bratanek Andrzeja Elżanowskiego.

## Życiorys
Od października 2008 jest adiunktem w Katedrze Prawa i Postępowania Administracyjnego Wydziału Prawa i Administracji Uniwersytetu Warszawskiego. Doświadczenie naukowe zdobywał także w Centrum Europejskim Uniwersytetu Warszawskiego oraz Centrum Prawa Amerykańskiego Uniwersytetu Warszawskiego.
Specjalizuje się w prawie energetycznym, prawie i postępowaniu administracyjnym, w szczególności w procedurze wydawania decyzji administracyjnych, prawie zamówień publicznych, procesach inwestycyjnych. Doświadczenie zawodowe budował przede wszystkim w Agencji Rozwoju Przemysłu S.A., Urzędzie Transportu Kolejowego, MS Towarzystwie Funduszy Inwestycyjnych S.A., a także w komisji prawnej Rady Narodowego Programu Redukcji Emisji działającej przy Ministrze Gospodarki pod przewodnictwem prof. Jerzego Buzka. Brał udział w komisjach sejmowych i senackich, konsultował projekty aktów prawnych jako ekspert Forum Odbiorców Energii Elektrycznej i Gazu w zakresie procesu legislacyjnego.
Od 2005 prowadzi zajęcia z postępowania administracyjnego na Wydziale Prawa i Administracji Uniwersytetu Warszawskiego. Ponadto w ramach działalności dydaktycznej prowadził wykłady na Studiach Podyplomowych Rynek Kolejowy w Polsce Szkoły Głównej Handlowej (wykład z systemu prawnego i instytucjonalnego transportu kolejowego w Polsce). W latach 2012–2014 prowadził zajęcia merytoryczne podczas wykładów dla studentów Akademii Energii, projektu edukacyjnego zainicjowanego przez Fundację 2065 im. Lesława A. Pagi. W ramach działalności uniwersyteckiej pełnił funkcję opiekuna Interdyscyplinarnego Koła Naukowego Energetyka i Prawo przy Wydziale Prawa i Administracji Uniwersytetu Warszawskiego. W chwili obecnej jest opiekunem studenckiego koła University of Warsaw Business Club.
Od 2025 r. prowadzi autorski projekt popularyzujący naukę realizowany przez Wydział Prawa i Administracji Uniwersytetu Warszawskiego pn. Backstage Administracji. 

## Nagrody
- 2012 – Nagroda III stopnia Rektora Uniwersytetu Warszawskiego[potrzebny przypis]
- 2012 – Lider Zaufania – wyróżnienia dla podmiotów z rynku usług prawnych przyznanych przez środowisko przedsiębiorców[2].
- 2014 – Bursztyn Polskiej Energetyki – za wkład w doskonalenie regulacji prawnych w zakresie prawa energetycznego oraz zaangażowanie w kształtowanie polityki energetycznej Polski w kraju i za granicą[3]
- 2015 – Manager Award 2015 – za wybitny wkład w budowanie i rozwój konkurencyjnego rynku energii[4].

## Członkostwa
- Członek Rady Programowej Europejskiego Centrum Biznesu[5]
- Członek Rady Programowej Międzynarodowego Instytutu Społeczeństwa Obywatelskiego (MISO)[6]
- Członek Rady Polskiej Fundacji Prawa Konkurencji i Regulacji Sektorowej Ius Publicum[7]
- Arbiter w Sądzie Arbitrażowym ds. Energetyki przy Izbie Energetyki Przemysłowej i Odbiorców Energii w Warszawie oraz sędzią w Sądzie Arbitrażowym Towarowej Giełdy Energii S.A.[8]
- (2009) Członek w komisji prawnej Rady Narodowego Programu Redukcji Emisji działającej przy Ministrze Gospodarki pod przewodnictwem prof. Jerzego Buzka[9]
- Członek Rady Laboratorium Klimatyczno-Energetycznego Centrum Studiów Antymonopolowych i Regulacyjnych (CARS) Wydziału Zarządzania Uniwersytetu Warszawskiego od 2020 r.
- Prezes Zarządu Stowarzyszenia Prawników Prawa Energetycznego (od 2021)
- Przewodniczący Rady Naukowej Europejskiego Instytutu Wodorowego (od 2022)

## Publikacje naukowe
Monografie:
- Prawnoprocesowa sytuacja przedsiębiorstwa energetycznego w sprawach z zakresu regulacji energetyki, Warszawa 2015
- Wybrane aspekty opodatkowania energii elektrycznej podatkiem akcyzowym oraz podatkiem od towarów i usług (współautor: Mirosław Pawełczyk), Toruń 2012
- Polityka energetyczna. Prawne instrumenty realizacji, Warszawa 2009

Podręczniki akademickie:
- „Prawo energetyczne” (współautor: Krzysztof Wąsowski), [w:] Prawo administracyjne, pod red. Marka Wierzbowskiego, LexisNexis Polska, Warszawa 2006 (Wyd. VI), 2007 (Wyd. VII), 2008 (Wyd. VIII), 2009 (Wyd. IX), 2011 (wyd. X), 2013 (wyd. XI)
- „Polityka energetyczna Unii Europejskiej” (współautorzy: Tadeusz Skoczny i Michał Będkowski-Kozioł), [w:] Polityki Unii Europejskiej: Polityki sektorów infrastrukturalnych. Aspekty prawne, pod. red. Agaty Jurkowskiej i Tadeusza Skocznego, Warszawa 2010